# Gustaf Unger (företagsledare)
Gustaf Unger, född 27 april 1973, är en svensk ingenjör och företagsledare. 
Unger är sedan 2024 verkställande direktör för banken Avanza. Han jobbade dessförinnan på SEB och Nordea.